# Fernmeldeturm Windischholzhausen
Der Fernmeldeturm Windischholzhausen ist ein 102,1 m  hoher Fernmeldeturm zur Verbreitung von Hörfunk- und Fernsehprogrammen in der Gemarkung des Erfurter Ortsteils Windischholzhausen. Der Fernmeldeturm vom Turmtyp FMT10 wurde im Jahre 1992 errichtet.

## Frequenzen und Programme

### Analoges Radio (UKW)
Beim Antennendiagramm sind im Falle gerichteter Strahlung die Hauptstrahlrichtungen in Grad angegeben.
| Frequenz (MHz) | Programm              | RDS PS             | RDS PI                | Regionalisierung | ERP (kW) | Antennen- diagramm rund (ND) / gerichtet (D) | Polarisation horizontal (H) / vertikal (V) |
| -------------- | --------------------- | ------------------ | --------------------- | ---------------- | -------- | -------------------------------------------- | ------------------------------------------ |
| 94,4           | MDR Thüringen         | MDR_THUE           | D4F1                  | Erfurt           | 2        | D (280-340)                                  | H                                          |
| 99,7           | Landeswelle Thüringen | LW_WEST_, LANDESW. | D4F9 (regional), D3F9 | West             | 0,5      | D (60°-20°)                                  | H                                          |
| 100,2          | Antenne Thüringen     | AT-MITTE, ANT.THUE | D6F8 (regional), D3F8 | Mitte            | 3        | D (190°-0°, 50°-120°)                        | H                                          |
| 103,1          | Deutschlandfunk       | __Dlf___           | D220                  | –                | 2        | D (40°-330°)                                 | H                                          |

### Digitales Fernsehen (DVB-T2)
Am 25. April 2018 wurde nach der Beendigung der Ausstrahlung von DVB-T-Programmen der Regelbetrieb von DVB-T2 HD aufgenommen. Seitdem senden im DVB-T2-Standard die Programme der ARD (MDR-Mux), des ZDF sowie das kommerzielle Angebot von freenet TV (in Irdeto verschlüsselt) im HEVC-Videokodierverfahren und in Full-HD-Auflösung.
Die DVB-T2 HD-Ausstrahlungen aus Erfurt sind im Gleichwellenbetrieb (Single Frequency Network) mit anderen Sendestandorten.
Alle kursiv dargestellten Sender sind verschlüsselt und nur über die DVB-T2 HD-Plattform freenet TV empfangbar.
| Kanal | Frequenz (MHz) | Multiplex                                                | Programme im Multiplex | ERP (kW) | Antennendiagramm rund (ND)/ gerichtet (D) | Polarisation horizontal (H) / vertikal (V) | Modulationsverfahren | FEC | Guardintervall | Bitrate (MBit/s) | Gleichwellennetz (SFN)                                                                    |
| ----- | -------------- | -------------------------------------------------------- | --- | -------- | ----------------------------------------- | ------------------------------------------ | -------------------- | --- | -------------- | ---------------- | ----------------------------------------------------------------------------------------- |
| 27    | 522            | MDR 1 (ARD)                                              | - Das Erste HD - tagesschau24 HD - MDR Sachsen HD - MDR S-Anhalt HD - MDR Thüringen HD - NDR FS NDS HD - rbb Brandenburg HD - SWR BW HD                                                              | 50       | ND                                        | V                                          | 64-QAM               | 3/5 | 19/256         | 23,6             | Erfurt-Windischholzhausen, Weimar (Großer Ettersberg), Jena (Kernberge), Gera, Inselsberg |
| 21    | 474            | MDR 2 (ARD)                                              | - arte HD - PHOENIX HD - ONE HD - BR Fernsehen HD - hr-fernsehen HD - WDR HD Köln - ARD-alpha HD (Internet) 1) - SWR BW HD (Internet) 1)                                                             | 50       | ND                                        | V                                          | 64-QAM               | 3/5 | 19/256         | 23,6             | Erfurt-Windischholzhausen, Weimar (Großer Ettersberg), Jena (Kernberge)                   |
| 41    | 634            | Substream 0: ZDF (ZDFmobil) Substream 1: MEDIA BROADCAST | Substream 0: - ZDF HD - ZDFinfo HD - zdf_neo HD - 3sat HD - KiKA HD Substream 1: - freenet.TV connect                                                                                                | 50       | ND                                        | V                                          | 64-QAM               | 3/5 | 19/128         | 22               | Erfurt-Windischholzhausen, Weimar (Großer Ettersberg), Jena (Kernberge), Inselsberg       |
| 44    | 658            | MEDIA BROADCAST (RTL Group)                              | - RTL HD - VOX HD - SUPER RTL HD - RTL II HD - n-tv HD - RTL NITRO HD - Tele 5 HD | 50       | ND                                        | V                                          | 64-QAM               | 2/3 | 1/16           | 27,6             | Erfurt-Windischholzhausen, Weimar (Großer Ettersberg), Jena (Kernberge)                   |
| 33    | 570            | MEDIA BROADCAST (ProSiebenSat.1 Media)                   | - SAT.1 HD - ProSieben HD - kabel eins HD - SIXX HD - Pro7 MAXX HD - SAT.1 Gold HD - Sport1 HD | 50       | ND                                        | V                                          | 64-QAM               | 2/3 | 1/16           | 27,6             | Erfurt-Windischholzhausen, Weimar (Großer Ettersberg), Jena (Kernberge)                   |
| 47    | 682            | MEDIA BROADCAST                                          | Substream 0: - Disney Channel HD - N24 HD - DMAX HD - Eurosport 1 HD - nickelodeon HD - test - QVC HD - HSE24 HD - Bibel TV HD Substream 1: - freenet.TV Info - ssu (System Software Update service) | 50       | ND                                        | V                                          | 64-QAM               | 2/3 | 1/16           | 27,6             | Erfurt-Windischholzhausen, Weimar (Großer Ettersberg), Jena (Kernberge), Gera             |

  1)Für den Empfang von ARD-alpha HD (Internet) und SWR BW HD (Internet) ist ein hbb-TV fähiges Endgerät erforderlich.

### Digitales Fernsehen (DVB-T)
Die DVB-T-Ausstrahlungen liefen seit dem 5. Dezember 2005 und waren im Gleichwellenbetrieb (Single Frequency Network) mit anderen Sendestandorten. Sie wurden zum 25. April 2018 eingestellt.

#### SendenetzbetreiberMedia Broadcast
| Kanal | Frequenz (MHz) | Multiplex                    | Programme im Multiplex                                                                             | ERP (kW) | Antennendiagramm rund (ND)/ gerichtet (D) | Polarisation horizontal (H)/ vertikal (V) | Modulations- verfahren | FEC | Guard- intervall | Bitrate (MBit/s) | SFN |
| ----- | -------------- | ---------------------------- | -------------------------------------------------------------------------------------------------- | -------- | ----------------------------------------- | ----------------------------------------- | ---------------------- | --- | ---------------- | ---------------- | --- |
| 21    | 474            | ARD Digital (MDR)            | - Das Erste (MDR) - ARTE - Phoenix - One                                                           | 50       | ND                                        | V                                         | 64-QAM                 | 2/3 | 1/4              | 19,91            | Erfurt-Windischholzhausen, Saalfeld (Kulm), Sonneberg (Bleßberg), Weimar (Großer Ettersberg)                    |
| 27    | 522            | ARD regional (MDR) Thüringen | - MDR Fernsehen Thüringen - rbb Fernsehen Brandenburg - BR Fernsehen Nord (Franken) - hr-fernsehen | 50       | ND                                        | V                                         | 64-QAM                 | 2/3 | 1/4              | 19,91            | Erfurt-Windischholzhausen, Gera-Roschütz, Saalfeld (Kulm), Sonneberg (Bleßberg), Weimar (Großer Ettersberg)     |
| 50    | 706            | ZDFmobil                     | - ZDF - 3sat - ZDFinfo - KiKA (06-21:00 Uhr)/ZDFneo (21-06:00 Uhr)                                 | 50       | ND                                        | V                                         | 16-QAM (8-k-Modus)     | 2/3 | 1/4              | 13,27            | Erfurt-Windischholzhausen, Großer Inselsberg, Saalfeld (Kulm), Sonneberg (Bleßberg), Weimar (Großer Ettersberg) |